# Hermann Niehoff
Hermann Niehoff was een Duitse generaal tijdens de Tweede Wereldoorlog. In 1944 was hij luitenant-generaal en commandant van Heeresgebiet Südfrankreich (de Duitse legergroep in Zuid-Frankrijk), en werd geconfronteerd met de Amerikaans-Franse invasie van Zuid-Frankrijk (Operatie Dragoon). Vanaf 2 maart 1945 was hij de garnizoenscommandant van de vesting Breslau (Festung Breslau) tijdens de slag om Breslau; hij gaf zich op 6 mei 1945 over aan het 6e Sovjetleger.

## Levensloop

### Eerste Wereldoorlog
Na het behalen van zijn eindexamen trad Niehoff tijdens de Eerste Wereldoorlog op 12 juni 1915 als Fahnenjunker toe tot het Infanterie-Regiment Herzog Ferdinand von Braunschweig Nr. 57 en werd met zijn regiment direct naar het westfront gestuurd. Hier werd hij op 27 januari 1916 bevorderd tot Leutnant (luitenant) en beëindigde de Eerste Wereldoorlog als Kompanieführer (kapitein). Voor zijn inzet ontving Niehoff beide klassen van het IJzeren Kruis en het Hamburger Hanzeatenkruis.
Na het einde van de oorlog sloot hij zich aan bij het Freikorps Wesel dat vervolgens werd opgenomen in de Reichswehr. Daar diende hij aanvankelijk in het 17e Infanterie-Regiment, werd op 1 april 1925 bevorderd tot Oberleutnant, en stapte toen over naar het I. Bataillon van het 16e Infanterie-Regiment in Bremen.

### Tweede Wereldoorlog
Tijdens de Tweede Wereldoorlog was hij onder meer van 1940 tot 1943 commandant van het Infanterie-/Grenadier-Regiment 464 van de 253. Infanterie-Division. In deze functie werd hij op 29 september 1941 onderscheiden met het Ehrenblatt des Heeres en op 6 januari 1942 met het Duitse Kruis in Goud. 
Van april 1943 tot begin maart 1945 was Niehoff commandant van de 371. Infanterie-Division. Zijn troepen werden in maart 1944 meerdere weken omsingeld in de ketel van Kamenez-Podolski. Nadat hij op 15 juni 1944 het Ridderkruis van het IJzeren Kruis had ontvangen, werd hem op 5 maart 1945 het Eichenlaub (764e toekenning) verleend. Op 7 maart 1945 volgde hij Generaal-majoor Hans von Ahlfen op als commandant van de tot vesting verklaarde stad Breslau tijdens de slag om Breslau. Hij werd op 1 april bevorderd tot General der Infanterie. 
Op 6 mei 1945 capituleerde Niehoff en droeg Breslau als een ruïne over aan het Rode Leger, nadat leidende vertegenwoordigers van de kerken in Breslau hem hiertoe hadden gevraagd. Niehoff werd door een Sovjetrechtbank ter dood veroordeeld voor oorlogsmisdaden en die werd vervolgens door genade omgezet tot 25 jaar gevangenisstraf. Hij keerde na zijn tijd als krijgsgevangene eind 1955 terug naar West-Duitsland.

### Naoorlogse periode
Na de oorlog werkte Niehoff in de industrie en schreef talrijke artikelen over de ondergang van Breslau. In 1959 publiceerde hij samen met Hans von Ahlfen het boek So kämpfte Breslau bij uitgeverij Gräfe und Unzer, dat een commercieel succes werd en een jaar later werd gevolgd door een tweede uitgebreide editie. Hij verhuisde naar Leichlingen aan de Wupper en vervolgens naar het Beierse Riegsee.